# Florencia Aise
Florencia Aise (Mendoza, Argentina, 9 de diciembre de 1983) es una artista plástica autodidacta de las más jóvenes, influyentes y representativas de Latinoamérica por sus impactantes retratos hiperrealistas, sus collage del mundo y sus famosos bodegones.

## Biografía
Florencia Aise nació en la ciudad de Mendoza (Argentina) y desde niña ya mostraba un gran interés por la pintura. Hija única, viajaba con sus padres por todo el mundo acompañada siempre de su block de dibujo y sus lápices de colores. Con 16 años pintaba óleos de tendencia naturalista que llamaban fuertemente la atención por el potente realismo que lograba. Se matriculó en la Universidad Nacional de Cuyo para estudiar Diseño Industrial con orientación en Gráfica, pero nunca dejó de pintar y buscando referentes dentro de la Historia del Arte como Goya, Sorolla, Antonio López y Estanislao López intentaba representar la realidad cada vez más fielmente. Aprendió varias técnicas y estilos artísticos por su cuenta y en los estudios de colegas, lo que la determina como artista plástica autodidacta.
A mitad de carrera, cuando tenía 20 años, Florencia quedó embarazada, y eso fue lo que definitivamente la impulsó a ser pintora, su hija mayor. Montó su primera exposición con la que tuvo un gran éxito y logró vender obras y supo que tenía que dedicarse a la pintura. Desde entonces no ha parado de trabajar perfeccionando su técnica y tras 20 años pintando ha alcanzado una madurez en su pintura que la ha llevado a exponer en países de todo el mundo y a enlazar un encargo con otro.
Su obra es reconocida en todo el país y sus bodegones de uvas mendocinas son el tributo a su tierra. La calidad de su trabajo se ha expuesto en distintas galerías y ferias de todo el mundo como Roma, Nueva York o Miami.
Estilo
Aise domina el Hiperrealismo que trabaja en retratos de grandes formatos en los que hace primerísimos planos muy cerrados de rostros fuertemente iluminados, que ella misma llama "hiperretratos"4,  donde plasma las emociones y los sentimientos, y según sus propias palabras "Mi objetivo como artista es llegar al alma de las personas" Sus obras cuestionan la propia identidad del modelo real, yendo más allá de retratar la propia realidad, donde los las cosas más sencillas como una lágrima o una pestaña son las protagonistas. Sus hijas y experiencias de vida son la que la inspiran a la hora de pincelar.
Los bodegones también son una parte fundamental de la obra de Aise, que suelen ser tributos a los productos de su tierra, ya que Mendoza, una ciudad del oeste de Argentina, está fuertemente vinculada con la industria vitivinícola, y por lo tanto sus uvas son una seña de identidad.
Aise realiza collage con pequeños objetos que recoge de los distintos lugares donde viaja y después los inserta en las obras.7 Estos grandísimos collages suelen ser mapas con los recuerdos reales de cada lugar. Pero también hace incrustaciones de objetos en series sacras donde representa vírgenes y santas a las que decora con apliques materiales, creando así un arte de técnica puramente mixta.
Tema
El tema principal de los “hiperretratos” de Aise es la "persona" y sus emociones, pintar lo que le transmite más allá de la mera imagen, representar el alma es su finalidad última.
En los collages los "lugares" son importantes, pero una vez más lo relevante de estas obras es lo que el espacio transmite, un olor, un sonido o un recuerdo. El hecho de emplear objetos materiales locales no solo hace que la obra sea un compendio de “tesoritos” sino que transmite mucho más directamente qué fue importante para la artista en ese lugar.
Los bodegones que Florencia realiza son de grandes formatos donde generalmente las uvas que representan su tierra, ocupan toda la superficie de la obra. En este tipo de pinturas Aise hace de su virtuosismo pictórico al pintar la luz y los reflejos en las gotas de agua que mojan las frutas.

## Exposiciones

### Exposiciones Individuales
- 2019. Exhibición Casa Vigil. Mendoza (Argentina)
- 2019. Exhibición Estancia Atamisque. Tupungato. (Argentina).
- 2018. Exhibición hiperretratos Bodega Caro. Mza (Argentina).
- 2014. Exhibición individual “Collage”. Galería Santángelo. Mendoza (Argentina).
- 2014. Exhibición individual en feria artística Spectrum. Art Basel Week. Miami (EE.UU).
- 2011. Exhibición individual de la serie “De frutos y bodegones”. Galería Santángelo. Mendoza. (Argentina).
- 2008. Exhibición individual de la serie “Caballos”. Sala Décimo. Mendoza (Argentina).
- 2008. Exhibición individual “Plan dominó”. Atelier de Dalila Tahan. Mendoza. (Argentina).

### Exposiciones colectivas
- 2018. Exhibición grupal de feria artística Palm Beach Modern + Contemporary. West Palm Beach. Florida (EE.UU).
- 2018. Exhibición grupal en feria artística Art Wynwood. Miami (EE.UU).
- 2017. Exhibición grupal en feria artística Art Wynwood. Stand AW501 de la galería Wynwood 28. Miami (EE.UU).
- 2017. Exhibición grupal de feria artística Palm Beach Modern + Contemporary. Stand PB501 de la galería Wynwood 28. West Palm Beach. Florida (EE.UU).
- 2016. “The best of the Year”. Exhibición grupal en Wynwood 28 | Art Gallery. Art Basel Week. Miami (EE.UU).
- 2016. Exhibición grupal en feria artística Art Wynwood. Stand AW52 de la galería Wynwood 28. Miami (EE.UU).
- 2016. Exhibición grupal “Realismo Argentino”. Galería Zurbarán Alvear. Buenos Aires (Argentina).
- 2015. Exhibición de apertura de galería Wynwood 28 durante el Art Basel Week. Miami (EE.UU).
- 2015. Exhibición grupal en la feria artística Artexpo. Pier 92/94. Manhattan. New York (EE.UU).
- 2015. Exhibición grupal “Arte en Vendimia”. Mendoza (Argentina).
- 2009. Exhibición grupal “Expresiones de Tango”. Bolsa de Comercio. Mendoza. (Argentina).
- 2008. Exhibición grupal “Il Retorno”. Parque General San Martín. Mendoza. (Argentina).
- 2007. Exhibición grupal. Galería Javier Baliña. Buenos Aires (Argentina).
- 2006. Exhibición individual. Espacio de arte de Park Hyatt. Mendoza. (Argentina).
- 2005. Exhibición grupal en la 50 a Conferencia del Distrito 4860 de Rotary International Centro de Congresos y Exposiciones. Mendoza. (Argentina).
- 2004. Exhibición individual en espacio de arte de Bodega La Rural. Museo del Vino. Mendoza (Argentina).
- 2004. Exhibición grupal en el Centro Europeo di Arte Contemporaneo. Roma. (Italia).
- 2004. Exhibición grupal en IL Centro Contemporaneo di Arte. Sicilia. (Italia).

## Algunos premios
- 2017. Distinguida con el premio de la Asociación de Mujeres del Vino (AMUVA) por su labor en artes plásticas. Mendoza (Argentina).
- 2015. Elegida como una de las “35 jóvenes Sub 35 con un futuro más prominente de la Argentina” por la edición local de la revista Forbes.
- 2005. Premio internacional de la Associazione Culturale della Europa di arte contemporaneo. Roma. (Italia).
- 2005. Premio internacional “Art Buenos Aires”. Roma (Italia).
- 2005. Premios D’onore e Merito. Roma (Italia).